# آيت خرو (تدراكلوت)
آيت خرو هو دُوَّار يقع بجماعة سيدي عياد، إقليم ميدلت، جهة درعة تافيلالت في المملكة المغربية. ينتمي الدوّار لمشيخة تدراكلوت التي تضم 7 دواوير. يقدر عدد سكانه بـ 31 نسمة حسب الإحصاء الرسمي للسكان والسكنى لسنة 2004.

## وصلات خارجية
- البوابة الوطنية للجماعات الترابية
- المندوبية السامية للتخطيط